# Circ de Calder
El Circ Calder és una representació artística d'un circ creat per l'artista nord-americà Alexander Calder creada entre el 1926 i el 1931
Està compost per figures de filferro equipades per a realitzar les diferents funcions dels artistes de circ que representen, des de contorsionistes fins domadors de lleons. Les figuretes estan fetes de diversos materials, generalment de filferro i de fusta. Calder va començar a improvisar actuacions d'aquest circ durant el seu temps a París mentre aniria comentant en francès la representació. El Circ de Calder forma part de la col·lecció permanent del Museu Whitney de Nova York.